# Daiana Mureșan
Daiana Giorgiana Mureșan (Năsăud, 6 luglio 1990) è una pallavolista rumena.
Gioca nel ruolo di opposto nel Bandung BJB.

## Carriera
La carriera di Daiana Mureșan inizia nel 2004 nelle giovanili del Clubul Sportiv Universitar Metal Galați: con lo stesso club fa il suo esordio in Divizia A1 a partire dalla stagione 2007-08, militando per tre annate ed aggiudicandosi tre scudetti consecutivi e due coppe nazionali; nel 2007 entra a far parte della nazionale rumena.
Nella stagione 2010-11 si trasferisce all'estero, in Polonia, nel AZS Białystok; nell'annata 2011-12 va a giocare in Italia, vestendo la maglia del Forlì, in Serie A2, mentre nella stagione successiva viene ingaggiata dal Robursport Volley Pesaro, in Serie A1; resta in Italia anche per l'annata 2013-14, passando alla neopromossa Pallavolo Ornavasso.
Nella stagione 2014-15 veste la maglia della Pallavolo Scandicci, anch'essa neopromossa in Serie A1, che lascia nella stagione seguente, quando fa ritorno in Polonia per vestire la maglia del Budowlani Łódź Sportowa.
Dopo una stagione lontana dai campi per un infortunio, riprende a giocare nell'annata 2017-18 difendendo i colori della Pallavolo Hermaea nella Serie A2 italiana: tuttavia ad annata in corso viene ceduta al Bandung Bank BJB, nella Proliga indonesiana.

## Palmarès

### Club
- Campionato rumeno: 3

2007-08, 2008-09, 2009-10
- Coppa di Romania: 2

2007-08, 2008-09